# HMAC
HMAC (ang. keyed-Hash Message Authentication Code, Hash-based Message Authentication Code) – kod MAC z wmieszanym kluczem tajnym zapewniający zarówno ochronę integralności, jak i autentyczności danych .
Standardowy kod MAC zapewnia ochronę integralności, ale może podlegać sfałszowaniu, jeśli nie jest zabezpieczony dodatkowym mechanizmem chroniącym jego autentyczność (np. podpisem cyfrowym). Dla ochrony integralności i autentyczności w rozwiązaniach wymagających wysokiej wydajności stworzono zmodyfikowany algorytm MAC, w którym podczas każdej operacji dodawany jest tajny klucz:
{\displaystyle \operatorname {HMAC} _{K}(m)=h{\bigg (}(K\oplus \mathrm {opad} )\|h{\big (}(K\oplus \mathrm {ipad} )\|m{\big )}{\bigg )},}
gdzie wartości opad i ipad są ustalonymi wartościami dopełniającymi, m jest tekstem podlegającym ochronie zaś K jest tajnym kluczem.
Poprawny kod HMAC może stworzyć tylko osoba znająca tajny klucz K, co zapewnia autentyczność pochodzenia danych. Tylko osoba znająca klucz K może zweryfikować autentyczność danych zabezpieczonych kodem HMAC. Implementacje HMAC są oparte na standardowych kryptograficznych funkcjach skrótu takich jak SHA-2, SHA-1 czy MD5.
Kody HMAC są stosowane w szeregu protokołów sieciowych np. w IPsec, gdzie klucze HMAC są niezależne od kluczy szyfrujących dane.
Alternatywną metodą zapewniania integralności i autentyczności danych jest stosowanie uwierzytelniajaco-szyfrujących trybów szyfrów blokowych (np. OCB, CCM).